# Kutjevo
Kutjevo je grad u Hrvatskoj, a nalazi se u Požeško-slavonskoj županiji. Prema popisu iz 2011. godine, imao je 6267 stanovnika te je jedan od najmanjih gradova u zemlji.

## Gradska naselja
Kutjevo se sastoji od 17 naselja (stanje 2006.), to su: Bektež, Bjeliševac, Ciglenik, Ferovac, Grabarje, Gradište, Hrnjevac, Kula, Kutjevo, Lukač, Mitrovac, Ovčare, Poreč, Šumanovci, Tominovac, Venje i Vetovo.
Najveće naselje je Kutjevo, zatim Vetovo pa Grabarje.

## Zemljopis
Grad se nalazi u središnjoj Slavoniji, 20-ak kilometara istočno od županijskog središta Požege. Smješteno je podno gore Krndija.

## Povijest
Grad Kutjevo bogate je povijesne baštine. Kutjevo, najveće naselje Grada Kutjevo, spominje se prije više od 770 godina i prepoznaje po nekada uzoritom vlastelinstvu, ljudima i glasovitome kutjevačkome vinu, čija tradicija seže do srednjovjekovnoga pa čak i rimskoga doba. 
Prvi pisani podaci o Kutjevu potječu iz 13. stoljeća kada redovnici cisterciti, narodu poznati kao "bijeli fratri", 1232. godine ovdje osnivaju opatiju Vallis Honesta de Gotho. Iz toga vremena je i čuveni vinski podrum, a u njemu je prema predaji, kameni stol iz doba baruna Franje Trenka i carice Marije Terezije. Godine 1536. ovaj kraj godine osvajaju Osmanlije, a nakon 150 godina turske vladavine, od 1686. godine, ovdje stoluje plemić Ivan Josip Babić. On godine 1698. uz suglasnost cara Leopolda, vlastelinstvo predaje redu Isusovaca, pod uvjetom da prihodi idu za korist duhovnoga i prosvjetnoga razvoja naroda. U tome vremenu, prihodi vlastelinstva, koje je obuhvaćalo trgovište Kutjevo i 34 sela, omogućili su utemeljenje i razvoj gimnazije u Požegi. Za Kutjevo tada nastaju znakovite urbanističke promjene. Isusovci u manje od dva desetljeća obnavljaju opatiju, grade novu župnu crkvu i barokni dvorac koji dovršavaju 1725. godine, obnavljaju podrum te posebno unapređuju vinogradarstvo i podrumarstvo, a i ostalo gospodarstvo (pokreću se sajmovi te oživljava bačvarski, kožarski, kovački, mlinarski, pekarski i dr. obrti). Gospoštijom Kutjevo isusovci su gospodarili sve do ukidanja reda 1773. godine i to je vrijeme za kojega mjesto doživljav veliki napredak.
Nakon Isusovaca mijenjali su se različiti vlasnici i upravljači. Posjedom od 1773. do 1882. godine upravlja Ugarska državna komora, odnosno Naukovna zaklada (Fundus Studiorum). U tome vremenu Kutjevo stagnira pa zbog toga 1882. godine Zemaljska vlada raspisuje dražbu za prodaju Kutjevačkoga dobra. Na dražbi ga kupuje obitelj Turković iz Karlovca. Tijekom šezdeset i tri godine (1882. – 1945.) obitelj baruna Turković podigla je Kutjevačko dobro i dovela ga do najvećega procvata. Kutjevo postaje poznato u vinogradarskim i vinarskim krugovima u svijetu. Podižu velike vinograde i voćnjake (plantaža Dragan-lug tada najveća u Europi), dovode stručnu radnu snagu i unapređuju uzgoj vinove loze i podrumarstvo te mijenjaju navike i praksu lokalnoga stanovništva.
Kutjevo je bilo poznato po konjima lipicancima i dresurnoj vožnji jednoprega, dvoprega i četveroprega te školi lakih jahača. Još daleke 1733. godine sagrađena je vojarna u okviru koje se 1873. osniva vojna pastuharna. Rad pastuharne je obnovljen 1946. osnivanjem Vojne ergele koja se nakon jedne godine seli u majur Ovčare, a 1960. godine biva ukinuta. U ovoj pastuharni kao vojnik službovao je veliki hrvatski književnik Antun Gustav Matoš. Gospodarski uspon zaustavljen je Prvim svjetskim ratom, a Drugi svjetski rat i nove političke prilike označile su kraj kutjevačkoga vlastelinstva koje je pretvoreno u socijalističko poljodjelsko dobro. Intenzivan razvoj poljoprivrede i prepoznatljivosti u znaku vinske kapljice i drugih proizvoda nastavio se 1963. godine kada je stvoren PPK Kutjevo, danas dioničko društvo Kutjevo. U današnjim vremenu i gospodarskim uvjetima ovog kraja također dominira poljoprivrednoprerađivačka proizvodnja, a u zamahu je razvoj obrta te maloga i srednjega poduzetništva u djelatnosti vinogradarstva i vinarstva, građenja, prerade drveta, cestovnog prijevoza i uslužnih djelatnosti. 
Gospodarske prilike održavale su naprednim društveni i kulturni život kutjevačkoga kraja. Tako je Kutjevo, do 1962. godine dobilo status općine te je bilo administrativno, gospodarsko i kulturno središte. Prva zgrada za školsku nastavu sagrađena je 1754. godine, a već 1774. u Kutjevu je jedna od 17 tada osnovanih pučkih škola. Od davne 1776. imalo je liječnika i ljekarnu, a od 1903. vlastitu električnu struju i poštu. Dobrovoljno vatrogasno društvo Kutjevo osnovano je 1893. godine. U Kutjevu je 1906. godine osnovana Hrvatska čitaonica i izdana je Monografija Kutjeva, 1911. godine osnovan je Hrvatski sokol, a 1919. godine Hrvatsko pjevačko društvo Neven. Nogometni klub Celeritas osnovan je 1925., a iste godine izgrađeno je i kupalište. Vinogradarsko-voćarska zadruga utemeljena je 1. listopada 1926. godine i njezino djelovanje seže sve do 1955. Grad Kutjevo bogate je povijesne baštine.

## Stanovništvo
Prema prvom službenom popisu stanovništva u Republici Hrvatskoj godine 1857.,  Kutjevo je imalo 1324 stanovnika. Popis stanovništva iz 2001. godine donosi brojku od ukupno 7472 stanovnika koji su živjeli u Gradu Kutjevu, dok je samo naselje Kutjevo imalo 2826 stanovnika.
Prema aktualnom popisu stanovništva iz 2011. godine, Grad Kutjevo ima 6247 stanovnika, dok naselje Kutjevo ima nih 2440.
Što se tiče nacionalne pripadnosti, apsolutnu većinu čine Hrvati.
| broj stanovnika | 5065  | 4965  | 5085  | 6005  | 7158  | 7812  | 7583  | 8150  | 7464  | 7869  | 7941  | 7817  | 7420  | 7366  | 7472  | 6247  | 4870  |
|                 | 1857. | 1869. | 1880. | 1890. | 1900. | 1910. | 1921. | 1931. | 1948. | 1953. | 1961. | 1971. | 1981. | 1991. | 2001. | 2011. | 2021. |

| broj stanovnika | 1324  | 1255  | 1245  | 1313  | 1615  | 1622  | 1492  | 1633  | 1513  | 1592  | 1806  | 2221  | 2330  | 2492  | 2826  | 2440  | 1941  |
|                 | 1857. | 1869. | 1880. | 1890. | 1900. | 1910. | 1921. | 1931. | 1948. | 1953. | 1961. | 1971. | 1981. | 1991. | 2001. | 2011. | 2021. |

## Gospodarstvo
Kutjevo d.d najveći je proizvođač vina u Hrvatskoj te izvozi taj proizvod na šest kontinenata. Osim spomenute tvrtke, vino proizvode i privatni vinari. Uz proizvodnju vina, radi se i na razvoju turizma temeljenog na bogatoj vinskoj i gastronomskoj ponudi.

## Obrazovanje
Jedina obrazovna institucija u gradu je osnovna škola "Zdenko Turković".

## Kultura
U Kutjevu djeluje "Hrvatski puhački orkestar – Puhački orkestar Kutjevo", osnovan 1925. godine.
U Kutjevu se održava glazbeni festival Festival pjesme i graševine.

## Šport
U Kutjevu djeluje šahovski klub Kutjevo, osnovan 1984. godine, koji se natječe u 3. Hrvatskoj šahovskoj ligi-istok te nogometni klub NK Kutjevo, koji igra u 3. HNL – Istok.

## Spomenici i znamenitosti
Dvorac Kutjevo izgrađen je kao isusovačka rezidencija od 1721. do 1735. godine i smatra se jednom najznačajnjih baroknih građevina u Požeško-slavonskoj županiji.

## Poznate osobe
- Valerija Nikolovska – pjevačica
- Matej Mitrović – nogometaš
- Maja Belaj – nogometašica ŽNK Osijeka
- barun Zdenko Turković – pravnik, agronom

## Vanjske poveznice
- Službene web stranice grada Kutjeva
- Web stranice Državnog zavoda za statistiku Republike Hrvatske
- Web stranice tvrtke Kutjevo d.d